# Arve Ofstad
Arve Ofstad, född 8 mars 1948, är en norsk diplomat.
Ofstad har avlagt en cand. oecon.-examen och arbetar vid Utenriksdepartementet sedan 1993. Han var lokal koordinator för Förenta nationerna i Sri Lanka 1995–1998 och ministerråd vid Norges ambassad i Khartoum 2009–2011. Från 2011 till 2016 innehade han ambassadörsposten i Lusaka.